# Dulwich Wood

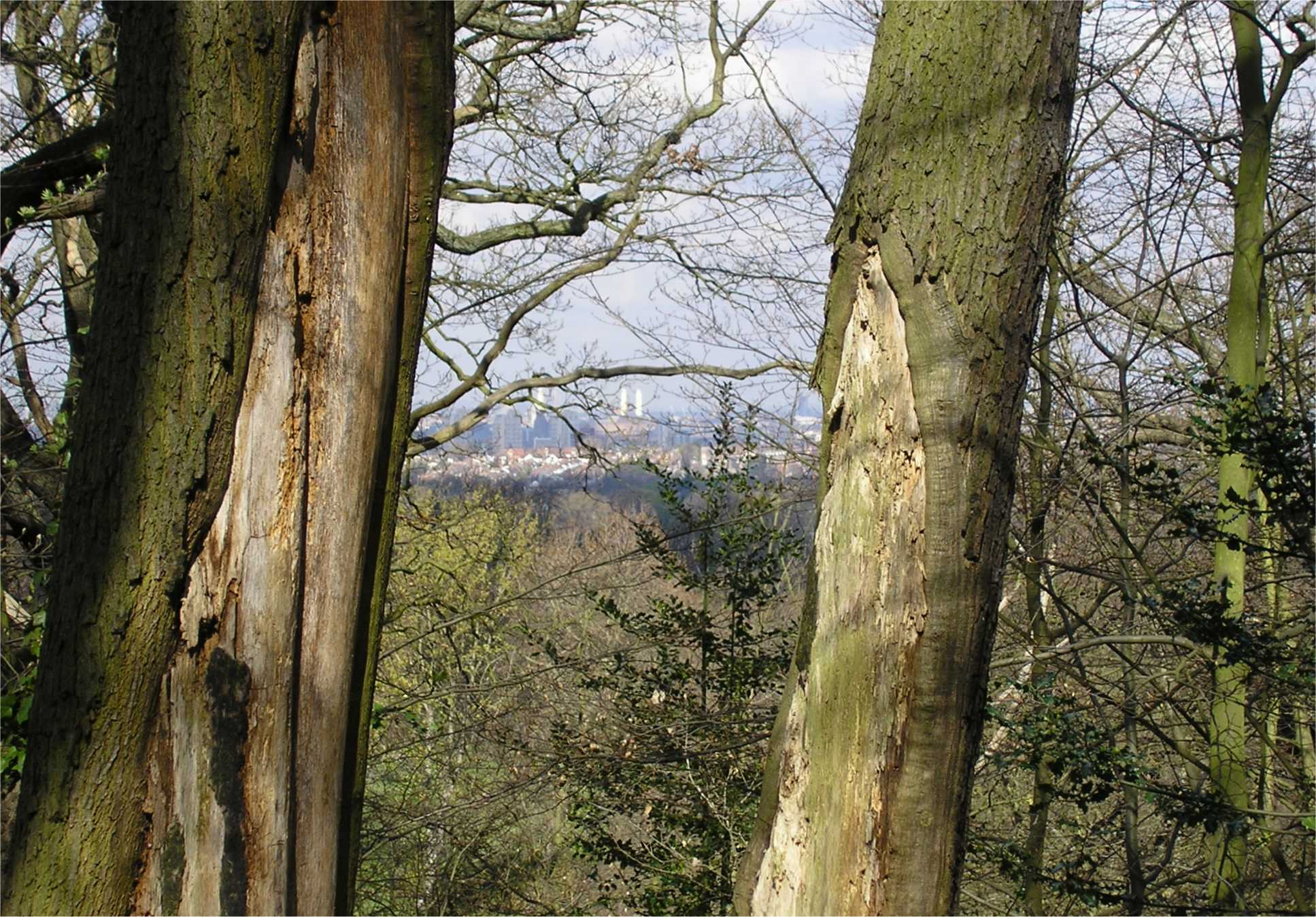
Der Dulwich Wood im Frühling, im Hintergrund die Battersea Power Station

Der Dulwich Wood und der benachbarte Sydenham Hill Wood sind der größte erhaltenen Teil des ehemaligen Great North Wood, der sich von Deptford bis Selhurst erstreckte. Der Wald befindet sich in Privatbesitz und wird von der Dulwich Estate verwaltet.

## Geschichte
Im Mittelalter gehörte das Landgut Dulwich zum Kloster Bermondsey, das es im Jahr 1127 von König Heinrich I. geschenkt bekam. Als Heinrich VIII. 1542 die Klöster auflöste, inspizierte er das Anwesen.
Der Hofstaat von Karl I. besuchte häufig Dulwich und seine Wälder um Hirsche zu jagen.
1605 erwarb Edward Alleyn von der Familie Carlton das Anwesen Dulwich für £5.000, was zu der Zeit ein großer Betrag war. Die Familie Carlton besaß Dulwich seit der Auflösung der englischen Klöster. Alleyn führte den Wald geschäftsorientiert, er teilte ihn in zehn Bereiche auf. Jedes Jahr wurden die 10 Jahre alten Bäume in einem dieser Teile geschlagen. Das heutige Wohngebiet Peckarman's Wood war einer der 10 Teile.
Im Jahr 1738 wurde Samuel Bentyman im Dulwich Wood ermordet.
1803 traf Samuel Matthews, bekannt als Einsiedler von Dulwich, ein ähnliches Schicksal. Das Grab von Samuel Matthews befindet sich auf dem alten Friedhof im Herzen von Dulwich Village.